# 5077 Favaloro
Az 5077 Favaloro (ideiglenes jelöléssel 1974 MG) a Naprendszer kisbolygóövében található aszteroida. Felix Aguilar Observatory fedezte fel 1974. június 17-én.